# Guanacaste tartomány
Guanacaste tartomány Costa Rica egyik tartománya, amely az ország északnyugati részén található, a Csendes-óceán partján. Északról Nicaraguával, keletről Alajuela tartománnyal, délkeletről pedig Puntarenas tartománnyal határos. Guanacaste Costa Rica tartományai közül a légritkábban lakott terület. A tartomány területe 10 141 négyzetkilométer és 2010-ben 354 154 lakosa volt. Éves bevétele 2 milliárd dollár.
Guanacaste tartomány székhelye Liberia. Fontosabb városai közé tartozik Cañas és Nicoya.

## Etimológia
A tartomány a Guanacaste fa nevét viseli, ami Costa Rica nemzeti fája.

## Történelem
Mielőtt a spanyolok megérkeztek volna, ezt a területet chorotega indiánok lakták, akik Zapati, Nacaome, Paro, Cangel, Nicopasaya, Pocosí, Diriá, Papagayo, Namiapí és Orosí városaiból származtak. A corobiciek a Nicoya-öböl keleti partján éltek, míg a nahuák vagy az aztékok a Bagaces területén.
Az első templom fűből épült Nicoyában a 17. században.
A 18. században néhányan a szomszéd Rivasból, Nicaraguából a Nicoya-félsziget északi részén építették fel házaikat és hozták létre szarvasmarha-farmjaikat, ahol az utak összekötötték Bagaces, Nicoya és Rivas városait. A helyet a közelben növő guanacaste fákról nevezték el.
Egy 1824-25-ös népszavazás után a Guanacaste területe Costa Ricához csatlakozott. 1836-ban a Guanacaste tartomány székhelyének Guanacaste várost nyilvánították. 1854-ben Guanacaste városát Liberia névre keresztelték át.
2013-ban a nicaraguai elnök, Daniel Ortega kijelentette, hogy a Guanacaste tartomány Nicaraguához tartozik. Guanacaste átvétele jelentősen növelné Nicaraguának a kontinentális talapzat területét, ami olajkutatási engedményekhez vezetne, és áthelyezné a Nicaragua határt Costa Rica fővárosához, San José-hoz, mindössze 70 kilométerre (43 mérföldre).
Guanacaste függetlenedésének lehetősége illetve annak követelése időközönként felmerül Costa Ricában. 1989-ben létrehozták a Guanacastei Függetlenségi pártot (spanyolul: Partido Guanacaste Independiente), de a tömörülés vesztett az 1994-es és 1998-as országgyűlési választásokon, ezért felbomlott.

## Földrajz
A tartományt keleten zölddel borított vulkánok csoportja határolja, amelyek a Guanacaste-hegységet alkotják (ide tartoznak az Orosi, Rincón de la Vieja, Miravalles és Tenorio vulkánok), valamint a Tilarán-hegységet. Ezekből a meredek hegyekből lezúduló folyók lefelé folynak a sík vidékekre, egy hatalmas hordalék síkságot alkotva, amit a Rio Tempisque folyó apaszt le, amely mocsaras lápokon keresztül ürül a Golfo de Nicoya-öbölbe. A Tempisque folyó határolja a Nicoya-félsziget egyik oldalát, amely lófej alakú és bezárja az öbölt nyugaton.

### Éghajlat
Guanacaste éghajlata és kultúrája is egyedülálló a Costa Rica-i tartományok között. A tartományt kevés eső éri. A novembertől áprilisig tartó állandó hő mindenütt jelenlévő trópusi száraz erdőket eredményez, természetes alkalmazkodásként a száraz évszak feltételeihez. A turisták ezt a száraz meleget Észak Amerika-i tél alatt keresik fel, hogy élvezzék a Guanacaste-i strandokat. Az agrárterületek öntözése szükséges a hosszú száraz időszak alatt. Májustól októberig az éghajlat hasonló San José-hoz, napi záporokkal és mérsékelt hőmérsékletekkel. Guanacaste azonban lényegesen melegebb, mint az ország magasabban fekvő tartományai.

## Turizmus
A turizmus Guanacaste 10 141 négyzetkilométeres területére és több mint 640 km partvonalára terjed ki. A fő turisztikai látványosságok közé tartoznak a vizek, a szárazföldek, a hegyek, a vulkánok és a part menti ökoszisztémák. A két fő kereskedelmi terület a Santa Cruz és a Liberia, hat környező turisztikai fejlesztési központtal: a Papagayo-félsziget, El Coco, Las Catalinas, Flamingo, Conchal és Tamarindo. Liberia központi helyen található a hat hely közül, repülőtérrel is rendelkezik. Az állatmentő központ, a Centro de Rescate Las Pumas, Guanacaste Világörökség területének szívében található. A tartomány otthona Costa Rica all-inclusive üdülőhelyei túlnyomó részének.

## Demográfia
A lakosság nagy része chorotega őslakosok és spanyolok leszármazottja, néhányuk afrikai felmenőkkel is rendelkezik, ami a gyarmati idők alatt a földművelésben dolgozó nagyszámú rabszolgáknak köszönhető. Ahogyan Nicaraguában és más Costa Rica-i területeken, Guanacastéban is az "Usted" a köszöntési forma, amelyet a quanacastecanok használnak az első találkozásokkor, általában felnőttek között. A "vos" igealakot főként felnőttek használják, amikor gyerekekhez szólnak, különösen a sajátjaikhoz, és alkalmanként felnőttek között, akik családtagok vagy jó barátok.
A chorotega kultúra és a spanyol kultúra sikeresen összeolvadt; a fő kulturális elemeik közé tartozik a zenéjük, irodalmuk (népmesék), hangszereik, a bikaviadal és vallási események.

## Gazdaság
A tartomány gazdasági és kulturális öröksége a húsmarha-tenyésztésen alapszik. A terület nagy részét apró erdőségek, elszórt fák és nagy szénalegelők borítják, ahol a Brahman marhák és rokon fajtáik legelésznek. Történelmileg Guanacaste fő jövedelemforrása a marhatenyésztés volt. A marhatenyésztés visszaesése látszik Guanacastéban a hús iránti nemzetközi kereslet csökkenése miatt. Sok széna-legelő természetesen visszaalakul száraz erdővé, vagy faültetvényekké alakítják át.
A tartományban más viszonylag fontos mezőgazdasági termék a cukornád és a pamut, és az 1980-as évek vége óta, egy nagyszabású öntözési program létrehozásával (a víz a Lake Arenalból származik, miután több áramtermelő állomáson halad át), rizs kiemelkedő termesztvény lett.
A 20. század vége óta a turizmus az új és növekvő gazdasági tevékenységként jelent meg a helyi gazdaságban.
Az olyan strandok, mint a Playas del Coco, a Playa Tamarindo, és Az északi szélességek téli hónapjaival egybeeső napos száraz évszak tették a turizmust kulcsfontosságú gazdasági tevékenységgé.
Ezen kívül sok turistát vonz a tartomány hét nemzeti parkja is. Ezek közé tartozik a Santa Rosa, Guanacaste és Rincon de la Vieja Nemzeti Parkok.

## Közigazgatás
Guanacaste tizenegy kantonra van felosztva. A kantonok a következők:
|     | Kanton     | Székhely   |
| 1.  | Liberia    | Liberia    |
| 2.  | Nicoya     | Nicoya     |
| 3.  | Santa Cruz | Santa Cruz |
| 4.  | Bagaces    | Bagaces    |
| 5.  | Carrillo   | Filadelfia |
| 6.  | Cañas      | Cañas      |
| 7.  | Abangares  | Las Juntas |
| 8.  | Tilarán    | Tilarán    |
| 9.  | Nandayure  | Carmona    |
| 10. | La Cruz    | La Cruz    |
| 11. | Hojancha   | Hojancha   |

A Nicoya-félsziget jelentős része jelenleg a Puntarenas tartomány hatáskörébe tartozik. Ez a jövőben változhat, mivel folyamatos vita zajlik a terület újrahatározásáról.